# قسطرة النخاع الشوكي
قثطرة النخاع الشوكي: وهو إدخال قثطار خاص إلى الفراغ فوق النخاع الشوكي وتحت الغشاء الجافي وذلك لحقن أدوية معينة (مثل العلاج الكيميائي في علاج بعض السرطانات التي تصيب النخاع الشوكي، أو مثل إدخال المخدر الموضعي) إلى هذا الفراغ.

## استخدامات القثطرة النخاعية
تستخدم القثطرة النخاعية في مجالين كبيرين:
1. العلاج الكيميائي: وهو مجال جديد يتم فيه وضع القثطار ثم عن طريق مضخة الدواء حقن العلاج الكيميائي مباشرة في النخاع الشوكي، وبذلك يتم التوصل إلى تركيز أعلى من المادة الكيميائية في الجهاز العصبي المركزي بدون تعريض باقي الجسم لمثل هذا التركيز العالي من هذه المواد السامة أصلاً. وهذا يتم في معالجة بعض أنواع اللويكيميا أو السرطانات التي تؤثر على الجهاز العصبي المركزي.
2. التخدير الموضعي: وهو من المجالات المنتشرة بكثرة في الطب وذلك في:
  1. التخدير لإجراء العمليات.
  2. بجانب التخدير العام، وذلك للتقليل من كمية المخدر العام المستخدم.
  3. التخفيف من الآلام الناتجة عن العمليات الجراحية بعد العمليات.
  4. علاج الآلام المزمنة مثل آلام السرطان.
3. علاج آلام الظهر عن طريق إدخال الكورتيزون إلى الفراغ الفقري.

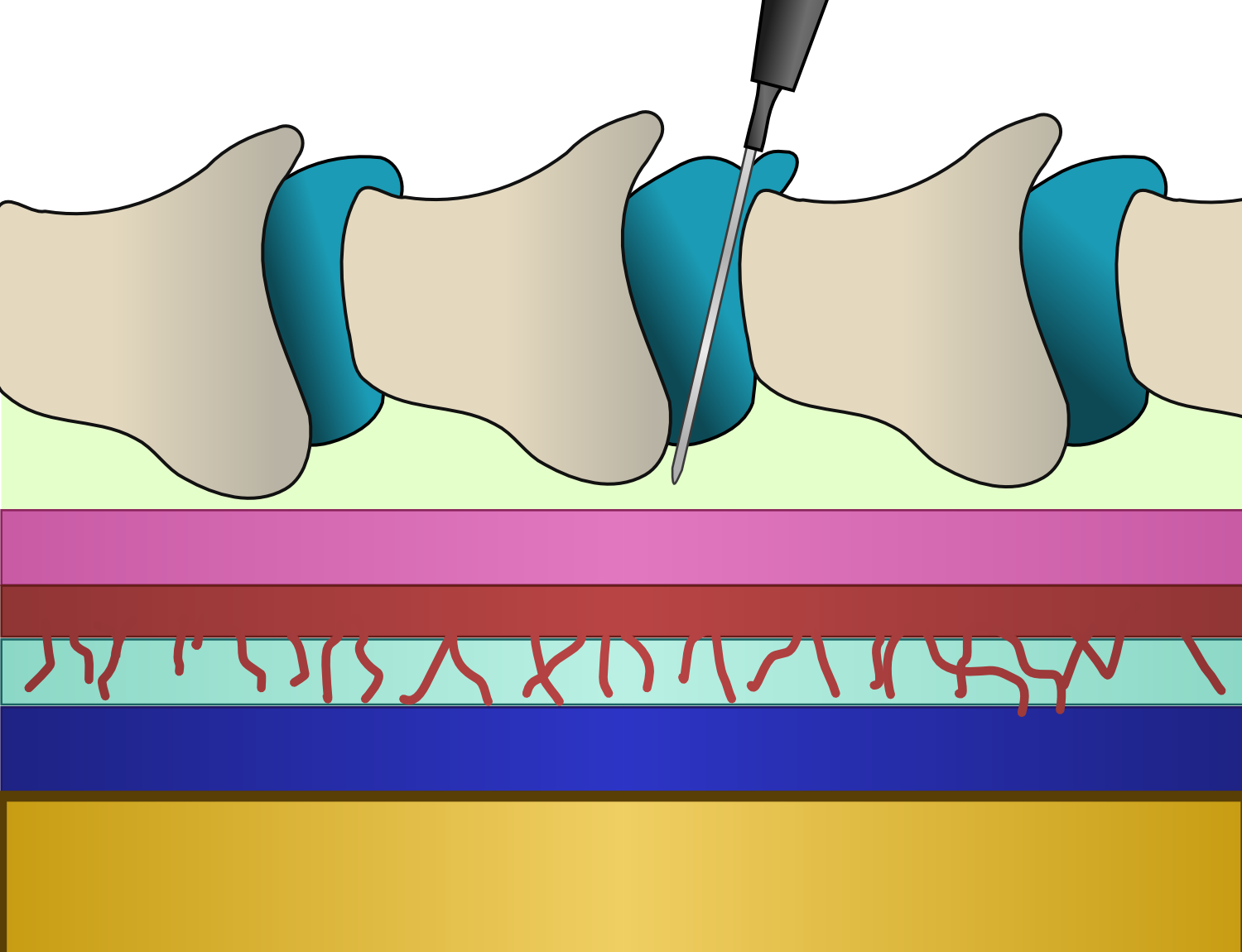
مقطع سهمي من العمود الفقري: هنا تظهر طريقة إدخال الإبرة التي تسبق إدخال القثطار إلى الفراغ فوق الشوكي
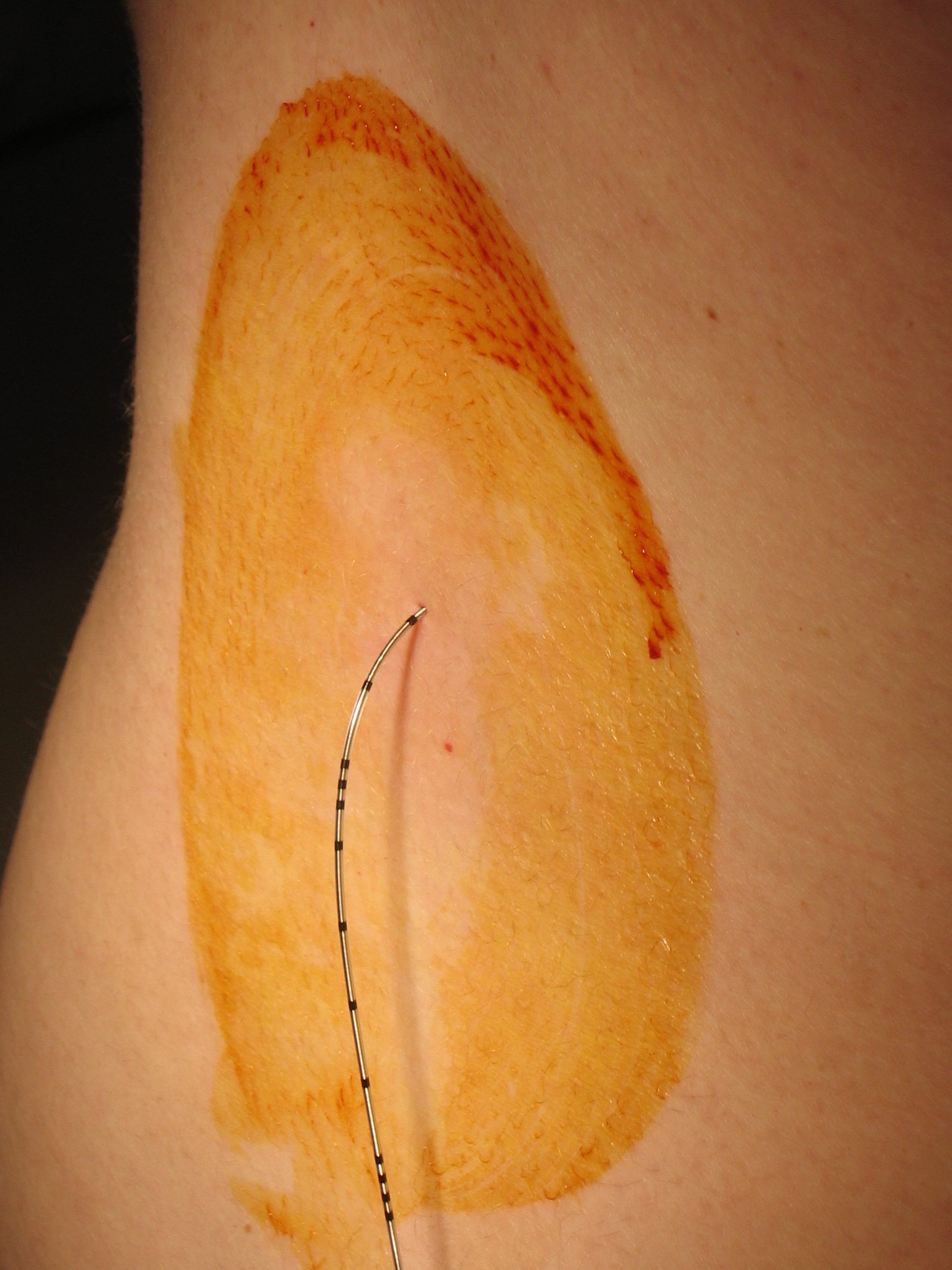
قثطار النخاع الشوكي: هنا يظهر باللون البرتقالي المادة المعقمة، ويظهر القثطار خارجاً من الظهر